# Eophanes distincta
Eophanes distincta är en insektsart som först beskrevs av Banks 1939.  Eophanes distincta ingår i släktet Eophanes och familjen myrlejonsländor. Inga underarter finns listade i Catalogue of Life.